# Sint-Niklaaskerk (Buggenhout)

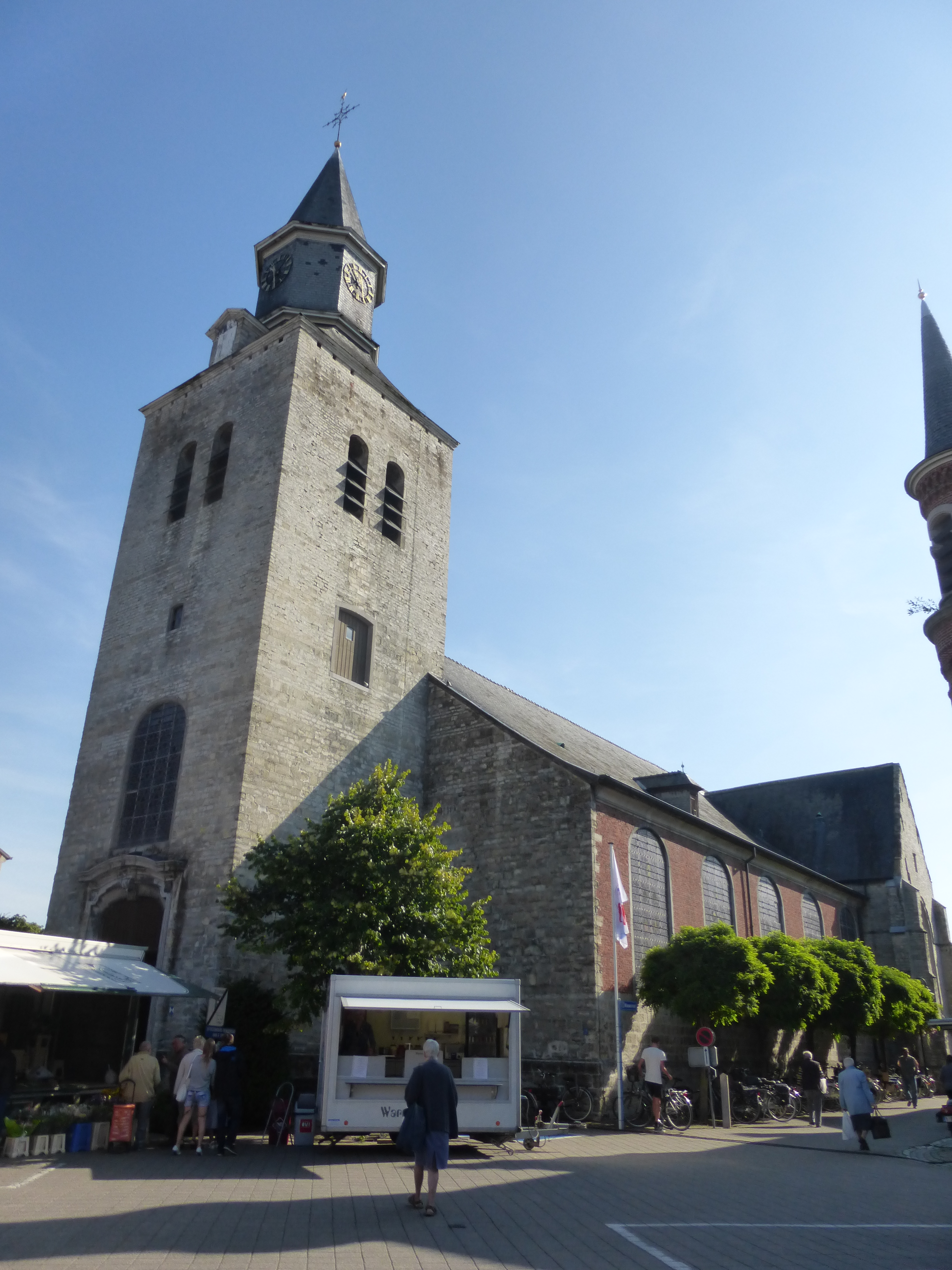
Sint-Niklaaskerk

De Sint-Niklaaskerk is de parochiekerk van de Oost-Vlaamse plaats Buggenhout, gelegen aan Kerkstraat 101. 

## Geschiedenis
Van de vroegste geschiedenis van de kerk is vrijwel niets bekend. Wel stond het vast dat de Abdij van Affligem het patronaatsrecht van de kerk bezat.
Omstreeks 1500 werd deze kerk verbouwd en kreeg de plattegrond van een Grieks kruis en een vieringtoren. In 1647 werd het koor verlengd en van een nieuw gewelf voorzien. Omstreeks 1649 werd ook het transept verbouwd.
Omdat na enige tijd de kerk te klein was geworden werd in 1781 het kerkschip vergroot. De vieringtoren werd toen door een westtoren vervangen. In 1958 werd de kerk gerestaureerd.

## Gebouw
Het betreft een georiënteerde driebeukige kruiskerk met voorgebouwde westtoren en driezijdig afgesloten koor. De vlakopgaande toren, van 1781, werd opgetrokken in kalkzandsteen en draagt een achtkante lantaarn. Ook het kerkschip en het transept zijn in zandsteenblokken uitgevoerd, maar de zijbeuken zijn in baksteen.

## Interieur
De kerk bezit glas-in-loodramen van 1885-1886. Het hoofdaltaar is een portiekaltaar in barokstijl van 1681. Het noordelijk zijaltaar, gewijd aan Onze-Lieve-Vrouw, is eveneens in barokstijl en werd vervaardigd in 1652. Het zuidelijk zijaltaar, gewijd aan Sint-Niklaas, is eveneens van 1652. De preekstoel is uit de eerste helft van de 18e eeuw en de twee biechtstoelen in het noordelijk transept zijn van 1762. De lambrisering van het koor is van 1721.
Het Loret-orgel is van 1876 en het natuurstenen doopvont is 17e-eeuws.
Een altaarstuk dat Onze-Lieve-Vrouw Hemelvaart verbeeldt is 17e-eeuws, evenals het schilderij: Aanbidding der wijzen. Een gepolychromeerd houten beeldengroep, de Heilige Familie voorstellende, is in Italiaanse renaissancestijl.
De kerk bezit een marmeren epitaaf voor Marie-Amélie Huens die echtgenote was van Pierre-Joseph Waepenaert d'Erpe en in 1812 is gestorven. Ook is er een epitaaf voor Johanna Praet en haar broer Franciscus Praet, in barokstijl.